# INSITU (revue)
INSITU est une revue qui traite de l'histoire de l'architecture, de l'architecture historique et de la préservation des monuments.

## Mode de publication
La revue est publiée depuis 2009 par la Wernersche Verlagsgesellschaft (de) à Worms à raison de deux numéros par an avec un volume d'environ 150 pages par numéro. Les éditeurs depuis le début sont Udo Mainzer (de) et Ferdinand Werner (de). Ce dernier exerce également les fonctions de rédacteur en chef de la revue

## Contenu
La revue est consacrée à l' histoire de l'architecture, présente les bâtiments historiques et les phénomènes historiques de la construction et de l'architecture et explique comment aborder l'architecture historique.